# أولاد عبو (أولاد سيدي عيسى)
أولاد عبو هو دُوَّار يقع بجماعة سيدي عيسى، إقليم آسفي، جهة مراكش آسفي في المملكة المغربية. ينتمي الدوّار لمشيخة أولاد سيدي عيسى التي تضم 10 دواوير. يقدر عدد سكانه بـ 48 نسمة حسب الإحصاء الرسمي للسكان والسكنى لسنة 2004.

## روابط خارجية
- البوابة الوطنية للجماعات الترابية
- المندوبية السامية للتخطيط